# Frosch & Frettchen – Freundschaft geht durch den Magen
Frosch & Frettchen – Freundschaft geht durch den Magen (Originaltitel: Frog et Fou Furet) ist eine französische Zeichentrickserie, die zwischen 2003 und 2004 produziert wurde.

## Handlung
Als kleiner Frosch hat man nicht viel zu sagen und steht relativ unten in der Nahrungskette. Dies sieht auch das Frettchen Fritz so und versucht den Frosch zu fressen. Da dieser allerdings nicht der einzige ist, wird er aus Not zu seinem Bodyguard, um nicht von jemandem anderen gefressen zu werden. Da Fritz nicht besonders schnell und der Frosch relativ dumm ist, kommt es häufig zu heiklen Situationen. Von dort an erleben die beiden viele Abenteuer und werden zu Freunden.

## Produktion und Veröffentlichung
Die Serie wurde 2004 produziert. Erstmals wurde die Serie am 21. Dezember 2003 M6 ausgestrahlt. Die deutsche Erstausstrahlung fand am 12. August 2006 auf Super RTL statt. In Deutschland wurden allerdings nur die ersten 40 Folgen ausgestrahlt. Das französische Original umfasst 78 Folgen.

## Episodenliste
| Nr. | deutscher Titel                    | Erstausstrahlung |
| 1   | Frettchen Fritz im Schloss         | 12. August 2006  |
| 2   | Bayou Joe geht auf die Jagd        | 12. August 2006  |
| 3   | Amphibien-Olympiade                | 12. August 2006  |
| 4   | Frösche und andere Zutaten         | 13. August 2006  |
| 5   | Bayou Joes Paradies                | 13. August 2006  |
| 6   | Der Frosch auf dem Seil            | 13. August 2006  |
| 7   | Fang den Frosch, wenn du kannst    | 14. August 2006  |
| 8   | Amphibien in Sibirien              | 14. August 2006  |
| 9   | Bayou Joes Freizeitpark            | 14. August 2006  |
| 10  | Die mit den Fröschen schwimmt      | 15. August 2006  |
| 11  | Romeo und Froschia                 | 15. August 2006  |
| 12  | Wie man doch einen Prinzen findet  | 15. August 2006  |
| 13  | Frosch auf Nachtschicht            | 16. August 2006  |
| 14  | Kröte nach Art des Hauses          | 16. August 2006  |
| 15  | Frosch-Hochzeit                    | 16. August 2006  |
| 16  | Ich bin du und du bist ich         | 17. August 2006  |
| 17  | Camping mit Hindernissen           | 17. August 2006  |
| 18  | Pustula geht zum Ball              | 17. August 2006  |
| 19  | Frosch auf Zeitreise               | 18. August 2006  |
| 20  | Der Meisterdetektiv                | 18. August 2006  |
| 21  | Frosch in Bedrängnis               | 18. August 2006  |
| 22  | Chefkoch Maurice                   | 2. Oktober 2006  |
| 23  | Bayou Joes kleiner Bruder          | 3. Oktober 2006  |
| 24  | Spieglein an der Wand              | 5. Oktober 2006  |
| 25  | Fang mir einen Frosch              | 6. Oktober 2006  |
| 26  | Das Frosch-Experiment              | 9. Oktober 2006  |
| 27  | Leckeres Fröschlein                | 10. Oktober 2006 |
| 28  | Ein Haufen Kröten                  | 11. Oktober 2006 |
| 29  | Ein Springbrunnen für einen Frosch | 18. Oktober 2006 |
| 30  | Duell der Giganten                 | 23. Oktober 2006 |
| 31  | Fred, Frosch und Frettchen         | 24. Oktober 2006 |
| 32  | Frosch – Der Film                  | 25. Oktober 2006 |
| 33  | Frosch am Steuer                   | 26. Oktober 2006 |
| 34  | Der vereiste Jäger                 | 27. Oktober 2006 |
| 35  | Imker Joe                          | 30. Oktober 2006 |
| 36  | Zäher Frosch                       | 30. Oktober 2006 |
| 37  | Wer hat den schönsten Garten?      | 31. Oktober 2006 |
| 38  | Wildhüter Joe                      | 31. Oktober 2006 |
| 39  | Frosch im Knast                    | 2. November 2006 |
| 40  | Allgemeine Verstimmung             | 2. November 2006 |

* Dies ist Reihenfolge von Super-RTL. Das französische Original umfasst 78 Folgen.